# Лазарев, Анатолий Анатольевич
Анато́лий Анато́льевич Ла́зарев (3 октября 1976 года, Москва) — российский тележурналист. Работает на «Первом канале». В прошлом — ведущий выпусков «Новостей» (2007—2013), заведующий корреспондентскими бюро «Первого канала» в Лондоне (Великобритания, 2003—2007) и Вашингтоне (США, 2013—2017).

## Биография
Родился в Москве 3 октября 1976 года. Часть детства провел в Москве, время от времени его отвозили в Нью-Йорк, куда ездили его родители в связи со служебной командировкой. Начал учебу в школе в Москве, потом учился в Нью-Йоркской школе, а потом вернулся в Москву, где продолжил учебу в другой школе. 
С 1993 по 1998 годы учился в МГИМО, окончил факультет международной информации. Свободно владеет немецким и английским языками. На старших курсах начал подрабатывать переводчиком-синхронистом.
2 сентября 1997 года попал на преддипломную практику на ТВ, на канал ОРТ (впоследствии — «Первый канал»). Уже через 4 дня в эфир вышел его первый сюжет, посвящённый станции «Мир». С 1997 по 2003 год являлся корреспондентом, специальным корреспондентом и комментатором в информационных программах этого телеканала.
С 2003 по 2007 год являлся заведующим бюро «Первого канала» в Лондоне, Великобритания. 
С 2007 по 2010 год — ведущий «Ночных Новостей» на «Первом канале», иногда заменял своих коллег в программе «Время». С 2010 по 2013 год стал вести дневные выпуски «Новостей». В августе 2013 года, после того, как его заменила Алёна Лапшина, он стал политическим обозревателем. 
С декабря 2013 по июнь 2017 года работал собственным корреспондентом «Первого канала» в США. С июля 2017 года снова работает в Москве. Работал на Чемпионате мира по футболу в России в составе бригады «Первого канала».

## Семья
- Первая жена — известная телеведущая Анна Прохорова[8][9].
- Второй брак с 2013 года. Супруга Алина.